# Mieczysław Geniusz
Mieczysław Stefan Geniusz (ur. 26 grudnia? 1853 r. w Raczkach, zm. 24 listopada 1920 r. w Warszawie) – inżynier związany z budową i funkcjonowaniem Kanału Sueskiego, publicysta, społecznik, teoretyk i działacz ruchu teozoficznego, popularyzator idei wyzwolenia Polski, członek Naczelnego Komitetu Konfederacji Polskiej w 1919 roku.

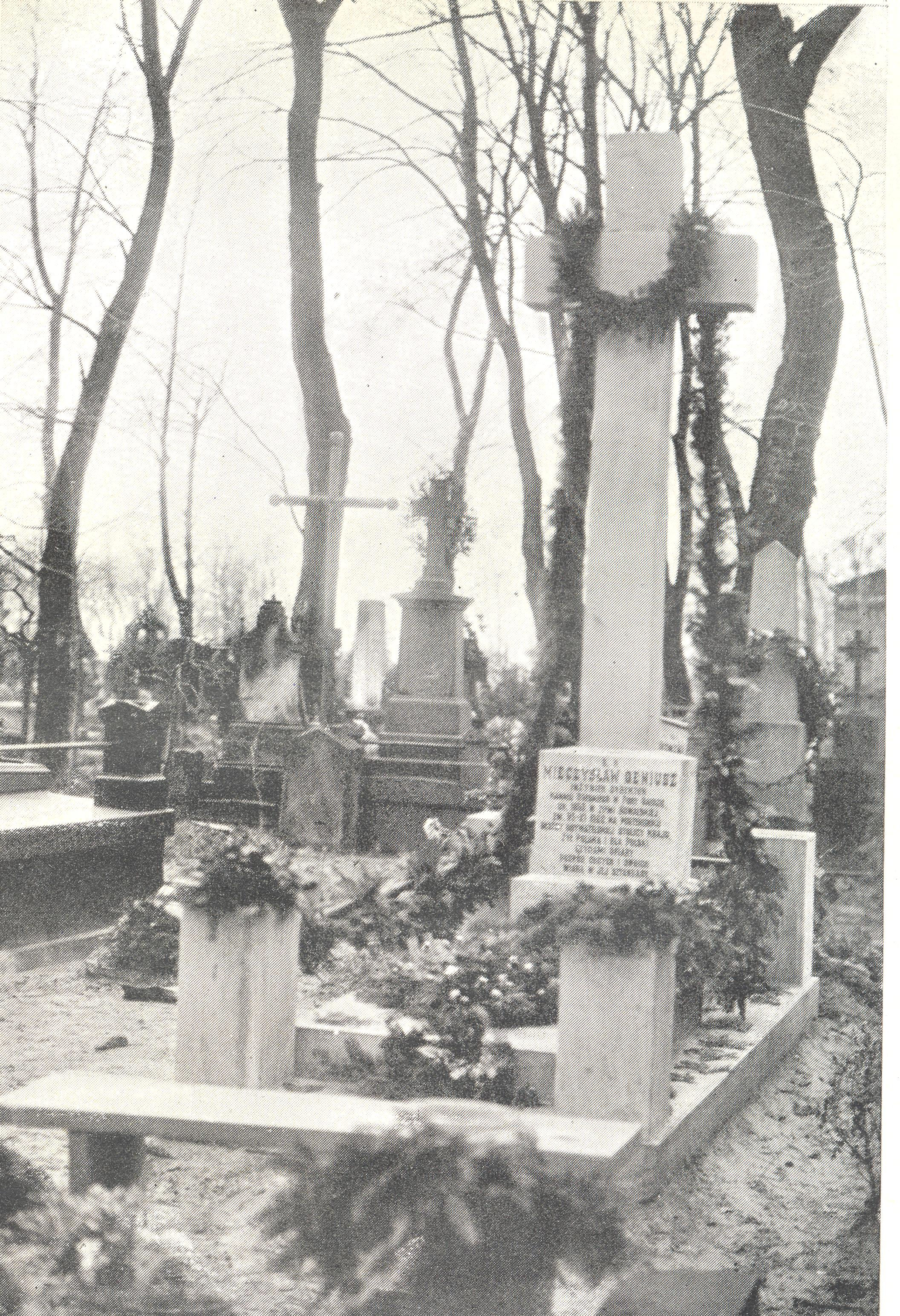
Grób Mieczysława Geniusza, okres międzywojenny. Zdjęcie z książki: Przewóska-Helja M. Cz., Mieczysław Geniusz: dzieje żywota..., Warszawa 1937

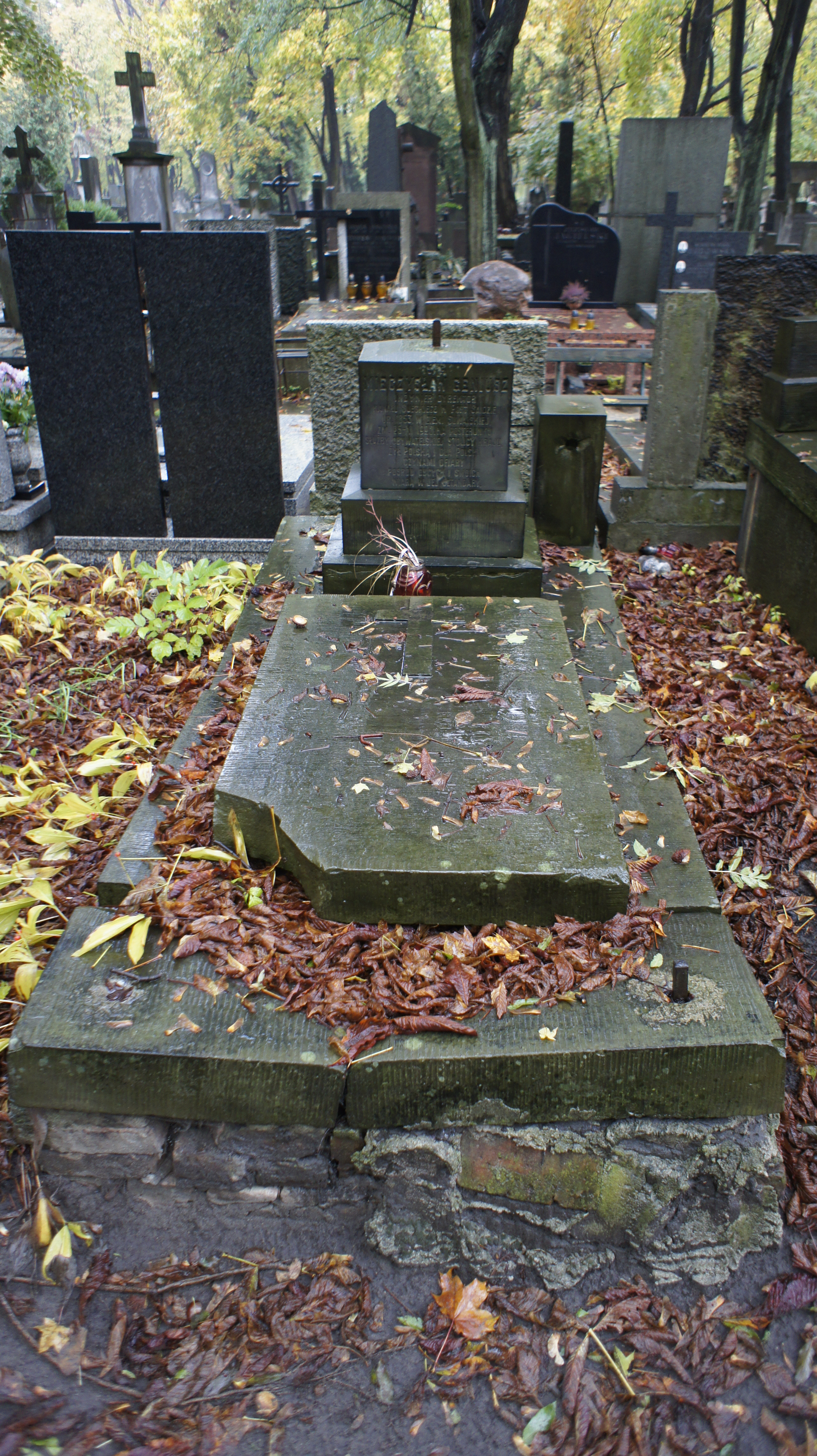
Grób Mieczysława Geniusza na warszawskich Powązkach. Stan z 18 października 2015 r.

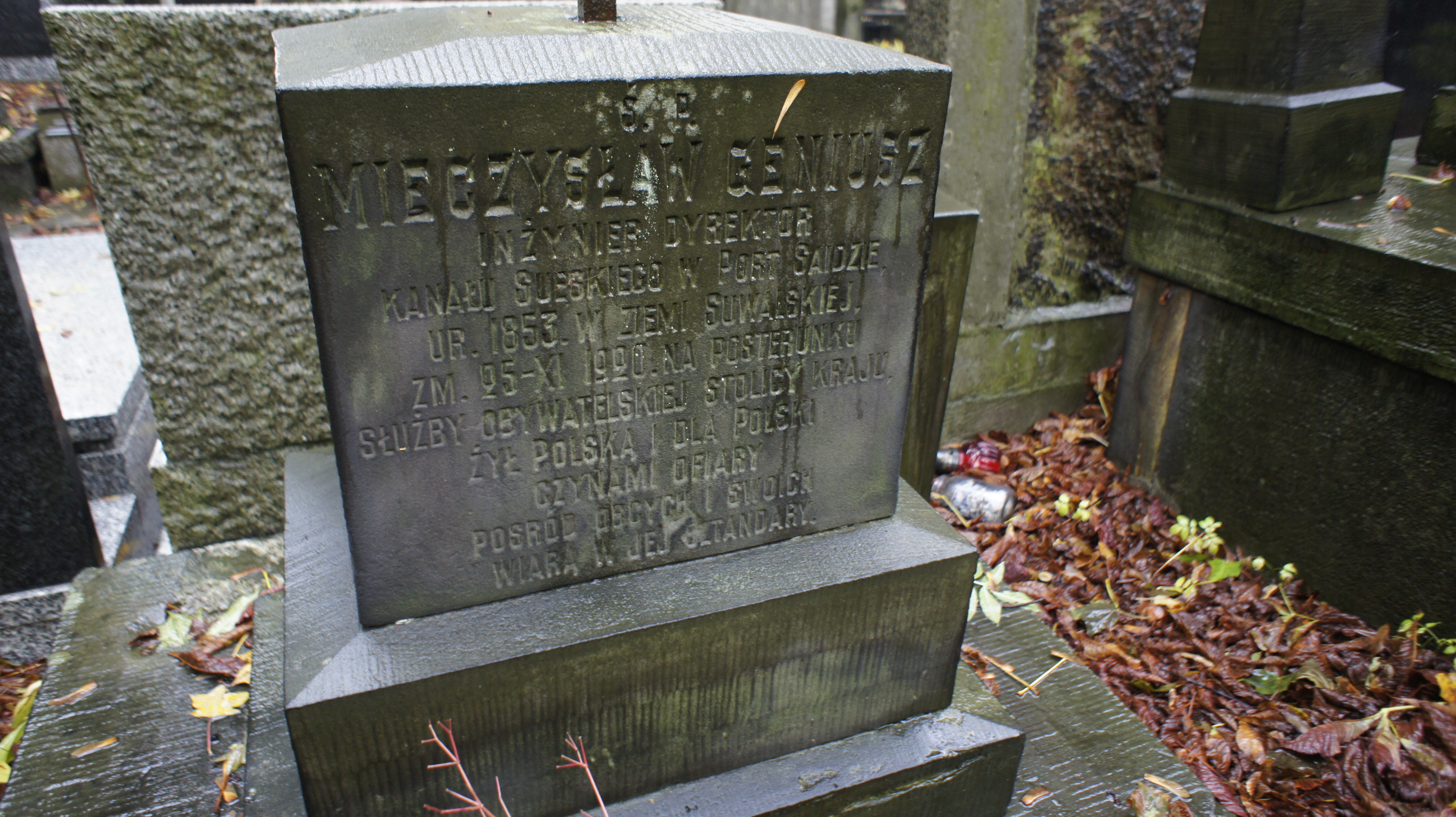
Grób Mieczysława Geniusza. Inskrypcja na zniszczonym pomniku. Stan z 18 października 2015 r.

## Życiorys
Urodził się w Raczkach, niedaleko Suwałk, w 1853 r. Pochodził z drobnej szlachty pieczętującej się herbem Ogończyk. Jego dziadek, Franciszek, był oficerem napoleońskim, a po 1812 r. został nadleśniczym w Puszczy Białowieskiej. Ojciec – Tomasz, sprawował funkcję burmistrza w Raczkach.
Matka, po śmierci męża (w 1855 r.), wyszła powtórnie za mąż za Cypriana Kuczewskiego (1828–1892) h. Poraj. Ojczym brał czynny udział w powstaniu styczniowym, był naczelnikiem powiatu. Ze względu na represje popowstaniowe, prześladowania i konfiskatę dóbr na Litwie, Kuczewski wraz z rodziną musiał opuścić Polskę. Schronił się początkowo w Paryżu (1869 r.), następnie dzięki pomocy brata znalazł pracę w Egipcie, w Towarzystwie Budowy Kanału Sueskiego jako urzędnik. Zmarł w 64 roku życia w Ismailii (Izmailii) w 1892 r.
Mieczysław naukę rozpoczął w suwalskim gimnazjum, następnie studiował we Francji, w Szkole Polskiej w Batignolles. Interesowały go szczególnie nauki techniczne, specjalizował się w budownictwie dróg i mostów. Skromne warunki rodzinne zmusiły go do pracy zarobkowej. Już w czasie studiów dorabiał rysunkami technicznymi, pracując w biurze kolei żelaznej w Paryżu. Na emigracji ożenił się (09.12.1879 r.) z Wandą Wagnerówną, córką Józefa Bogdana Wagnera – literata i dziennikarza, byłego dyrektora Drukarni Rządu Narodowego (1863 r.) w Warszawie.

W Paryżu zaprzyjaźnił się z Cyprianem Kamilem Norwidem (poznanym w 1873 r. u Wagnerów), który miał być drużbą na jego ślubie. Poeta jednak nie asystuje (...) ślubowi (...) ma bowiem chorą nogę, a nie udaje mu się znaleźć żadnego środka komunikacji. W liście z 10 grudnia 1879 r. Norwid pisał do Geniusza: doprawdy iż serce Lapończyka trzebaby mieć aby 24 stopnie zimna (u nas 24) lekceważyć. (...) Wybrałem się z Szyndlerem, ale środków komunikacji zabrakło i cofnęliśmy się. Odsłużę na weselu srebrnem.

Przyjaźń ta zaowocowała zbiorem pamiątek po Norwidzie: rękopisów, listów, szkiców ołówkiem i piórkiem, akwafort.
Jeszcze we Francji, między rokiem 1880 a 1885, urodziły się córki Geniusza – Wanda, Aurelia i trzecia, której imienia nie udało się ustalić. W 1885 r. Geniuszowie wyjechali do Egiptu. Mieczysław podjął pracę w Towarzystwie Budowy Kanału Sueskiego. Początkowo przebywał w Ismailii, a około 1896 r. został przeniesiony do Port-Saidu (osiadł w pobliskiej oazie Rassua), gdzie pełnił funkcję dyrektora Kompanii Wód Słodkich. Kompania zajmowała się filtrowaniem i odprowadzaniem wody z Nilu do Port-Saidu. Podczas pobytu w Ismailii Wandę i Mieczysława dotknęło nieszczęście. Prawdopodobnie na żółtą febrę zmarły ich córki.
W latach 90. XIX w. Geniuszowie zaczęli odwiedzać kraj, głównie Galicję, a w szczególności Zakopane. 10 listopada 1901 r., niespodziewanie, po krótkiej chorobie zmarła żona Mieczysława, Wanda Geniuszowa.

Przeżycia związane ze stratą najbliższych skierowały Geniusza w stronę tematyki teozoficznej. Sam nazywał siebie w tym czasie „ojcem zadżumionych”. Zgłębiał filozofią Starożytnego Wschodu. Jego korespondencja z tego okresu świadczy o związkach z międzynarodowym ruchem okultystycznym. W tym też okresie zaczął publikować i działać społecznie na rzecz odrodzenia Polski. Zajął się szerzeniem ideologii narodowej wśród różnych kręgów społecznych. Działał w Głównym Komitecie Polskim w Vevey w Szwajcarii. W 1916 r. zbierał fundusze na rzecz ofiar wojny w Polsce. Przygotował projekt stworzenia Ogniska Badań Ezoterycznych, następnie zaś utworzenia Złotej Księgi Zasług i Muzeów Gminnych. W swoich pracach wystąpił z propozycją zorganizowania sieci szkół ludowych dla prowadzenia jak najszerzej pojętej oświaty warstw jeszcze nieoświeconych i „nieunarodowionych” (...) proponuje tworzyć Muzea Gminne (dziś nazywalibyśmy je Izbami Pamięci Narodowej) dla upamiętnienia jakiegoś faktu historycznego, który się tam, albo w pobliżu, wydarzył, dla budzenia dumy i godności narodowej. Złota Księga Zasług miała być systemem wyróżniania i zachęcania do pracy społeczeństwa, w tym również dzieci szkolnych.
W połowie 1919 r. wrócił do Polski, osiadł na stałe w Warszawie. Mieszkał m.in. przy ulicy Chłodnej 15, w Alejach Jerozolimskich 80 m 5, a ostatni jego adres to ulica Piękna 13 m 15.
Podczas wojny polsko-radzieckiej (1920 r.) wstąpił do armii generała Józefa Hallera oraz Straży Obywatelskiej w Warszawie.
Umarł nagle 20 listopada 1920 r. po przebytej operacji. Co do daty śmierci pojawiły się rozbieżności. Biografie Suwalskie podają jako datę dzienną śmierci 26 listopada, Polski Słownik Biograficzny – 20 listopada, natomiast tablica nagrobna odnotowała datę 25 listopada.

Został pochowany na Powązkach, w kwaterze nr 209. W 1928 r. staraniem przyjaciół na grobie wzniesiono pomnik w kształcie wysokiego krzyża, z napisem streszczającym w sobie twórczy ton żywota Zmarłego.
Obecnie (październik 2015 r.) płyta nagrobna jest popękana i wyszczerbiona, brak górnej części pomnika (krzyża).

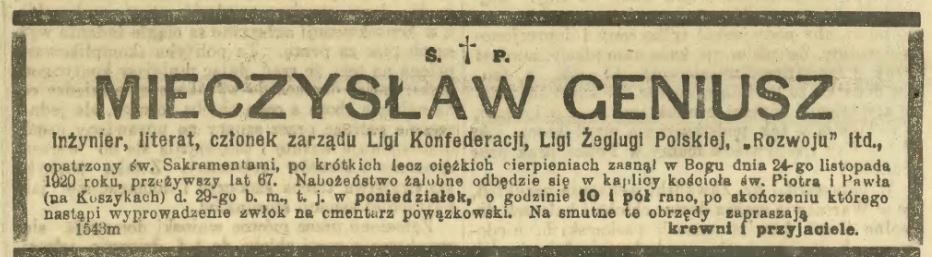
Nekrolog z Kurjera Warszawskiego 1920 nr 327 str.6

Na mocy testamentu gromadzone przez Mieczysława Geniusza zbiory (m.in. okazy sztuki arabskiej, chińskiej, egipskiej, japońskiej, zachodnioeuropejskiej i polskiej) zostały przekazane Muzeum Narodowemu, Bibliotece Narodowej i Bibliotece Publicznej w Warszawie. Jego bogata korespondencja prowadzona z blisko 700 osobami, m.in. z Władysławem Mickiewiczem, Tadeuszem Smoleńskimi, Cyprianem Kamilem Norwidem, Henrykiem Sienkiewiczem, Stanisławem Witkiewiczem, Antonim Osuchowskim, Stanisławem Bełzą, Wincentym Lutosławskim, Ignacym Paderewskim trafiła do zbiorów Biblioteki Publicznej m.st. Warszawy.

## Ciekawostki
Niektóre publikacje dowodzą, iż Mieczysław Geniusz był pierwowzorem postaci Stanisława Tarkowskiego, jednego z bohaterów powieści Henryka Sienkiewicza W pustyni i w puszczy. Zaprzecza temu kategorycznie Julian Krzyżanowski pisząc, iż na temat bohaterów W pustyni i w puszczy narosło wiele „bredni” niepopartych sprawdzonymi informacjami.

## Wybrane publikacje Mieczysława Geniusza
- Co człowiek i Polak wiedzieć powinien, 1920
- Comment faire la Société des Nations?: de la race à la nationalité, [1918]
- La guerre et le devoir: conférence au profit des victimes de la guerre en Pologne faite le 5 novembre 1915 à Port Saïd, [1915]
- Le stade attardé des Allemands dans l’évolution humaine, [1919]
- O polską myśl narodową i państwową, 1920
- Ognisko badań ezoterycznych i metapsychicznych, 1910
- Sprawa wychowania narodowego a Wincenty Lutosławski: odczyt wygłoszony w Zakopanem dnia 15-go września 1903-go r., 1903
- Uświadomienie narodowe: muzea gminne i Złota Księga Zasług, 1920
- Znaj siebie samego,1910